# Чемпіонат Чувашії з футболу
Чемпіонат Чувашії з футболу (чув. Чăваш Енĕн футбол чемпионачĕ, рос. Чемпионат Чувашии по футболу) — футбольні змагання серед любительських команд Чуваської Республіки. Турнір відбувається під егідою Федерації футболу Чуваської Республіки.

## Усі переможці
| Сезон | Чемпіон                                 | 2 місце                          | 3 місце                          |
| 1937  | «Темп» (Чебоксари)                      | «Спартак» (Чебоксари)            | збірна м. Ядрін                  |
| 1940  | «Динамо» (Алатир)                       | «Спартак» (Чебоксари)            | «Схід» (Шумерля)                 |
| 1946  | «Динамо» (Чебоксари)                    | «Спартак» (Чебоксари)            | «Сталінець» (Чебоксари)          |
| 1947  | «Динамо» (Чебоксари)                    | «Сталінець» (Чебоксари)          | «Хімік» (Чебоксари)              |
| 1948  | «Динамо» (Чебоксари)                    | «Локомотив» (Алатир)             | «Червона Зірка» (Шумерля)        |
| 1949  | «Динамо» (Чебоксари)                    | «Спартак» (Чебоксари)            | «Локомотив» (Канаш)              |
| 1950  | «Хімік» (Чебоксари)                     | «Сталінець» (Чебоксари)          | «Червона Зірка» (Шумерля)        |
| 1951  | «Хімік» (Чебоксари)                     | «Блискавка» (Чебоксари)          | «Урожай» (Шумерля)               |
| 1952  | «Хімік» (Чебоксари)                     | «Спартак» (Чебоксари)            | «Блискавка» (Чебоксари)          |
| 1953  | команда Чапаєвського селища (Чебоксари) | «Червона Зірка» (Шумерля)        | «Урожай» (Шумерля)               |
| 1954  | «Урожай» (Шумерля)                      | «Червона Зірка» (Шумерля)        | «Енергія» (Чебоксари)            |
| 1955  | «Динамо» (Чебоксари)                    | «Червона Зірка» (Шумерля)        | «Локомотив-ПРЗ» (Алатир)         |
| 1956  | «Енергія» (Чебоксари)                   | «Локомотив» (Алатир)             | «Червона Зірка» (Шумерля)        |
| 1957  | «Енергія» (Чебоксари)                   | «Червона Зірка» (Шумерля)        | «Зеніт» (Алатир)                 |
| 1958  | «Енергія» (Чебоксари)                   | «Авангард» (Чебоксари)           | «Зірка» (Шумерля)                |
| 1959  | «Енергія» (Чебоксари)                   | «Зірка» (Шумерля)                | «Знамено» (Чебоксари)            |
| 1960  | «Енергія» (Чебоксари)                   | «Зірка» (Шумерля)                | «Знамено» (Чебоксари)            |
| 1961  | «Енергія» (Чебоксари)                   | «Локомотив» (Канаш)              | «Трактор» (Чебоксари)            |
| 1962  | «Локомотив» (Канаш)                     | «Енергія» (Чебоксари)            | «Машинобудівник» (Шумерля)       |
| 1963  | «Енергія» (Чебоксари)                   | «Машинобудівник» (Шумерля)       | «Зірка» (Шумерля)                |
| 1964  | «Енергія» (Чебоксари)                   | «Зірка» (Шумерля)                | «Знамено» (Чебоксари)            |
| 1965  | «Зірка» (Шумерля)                       | «Текстильник» (Чебоксари)        | «Трактор» (Чебоксари)            |
| 1966  | «Зірка» (Шумерля)                       | «Трактор» (Чебоксари)            | «Волга» (Чебоксари)              |
| 1967  | «Трактор» (Чебоксари)                   | «Зірка» (Шумерля)                | «Машинобудівник» (Чебоксари)     |
| 1968  | «Трактор» (Чебоксари)                   | «Волга» (Чебоксари)              | «Текстильник» (Чебоксари)        |
| 1969  | «Трактор» (Чебоксари)                   | «Темп» (Шумерля)                 | «Текстильник» (Чебоксари)        |
| 1970  | «Супутник» (Алатир)                     | «Зірка» (Шумерля)                | «Текстильник» (Чебоксари)        |
| 1971  | «Трактор» (Чебоксари)                   | «Промінь» (Чебоксари)            | «Супутник» (Алатир)              |
| 1972  | «Трактор» (Чебоксари)                   | «Промінь» (Чебоксари)            | «Локомотив» (Канаш)              |
| 1973  | «Трактор» (Чебоксари)                   | «Супутник» (Алатир)              | «Зоря» (Новочебоксарськ)         |
| 1974  | «Трактор» (Чебоксари)                   | «Супутник» (Алатир)              | «Промінь» (Чебоксари)            |
| 1975  | «Сталь» (Чебоксари)                     | «Зоря» (Новочебоксарськ)         | «Супутник» (Алатир)              |
| 1976  | «Сталь» (Чебоксари)                     | «Супутник» (Алатир)              | «Зоря» (Новочебоксарськ)         |
| 1977  | «Сталь» (Чебоксари)                     | «Трактор» (Чебоксари)            | «Зоря» (Новочебоксарськ)         |
| 1978  | «Трактор» (Чебоксари)                   | «Супутник» (Алатир)              | «Зоря» (Новочебоксарськ)         |
| 1979  | «Зоря» (Новочебоксарськ)                | «Волга» (Чебоксари)              | «Трактор» (Чебоксари)            |
| 1980  | «Трактор» (Чебоксари)                   | «Супутник» (Алатир)              | «Текстильник» (Чебоксари)        |
| 1981  | «Волга» (Чебоксари)                     | «Трактор» (Чебоксари)            | «Супутник» (Алатир)              |
| 1982  | «Трактор» (Чебоксари)                   | «Супутник» (Алатир)              | «Текстильник» (Чебоксари)        |
| 1983  | «Волга» (Чебоксари)                     | «Супутник» (Алатир)              | «Промінь» (Чебоксари)            |
| 1984  | «Текстильник» (Чебоксари)               | «Супутник» (Алатир)              | «Трактор» (Чебоксари)            |
| 1985  | «Трактор» (Чебоксари)                   | «Текстильник» (Чебоксари)        | «Супутник» (Алатир)              |
| 1986  | «Трактор» (Чебоксари)                   | «Текстильник» (Чебоксари)        | «Волга» (Чебоксари)              |
| 1987  | «Трактор» (Чебоксари)                   | «Волга» (Чебоксари)              | «Енергія» (Чебоксари)            |
| 1988  | «Текстильник» (Чебоксари)               | «Волга» (Чебоксари)              | «Енергія» (Чебоксари)            |
| 1989  | «Волга» (Чебоксари)                     | «Супутник» (Алатир)              | «Трактор» (Чебоксари)            |
| 1990  | «Волга» (Чебоксари)                     | «Трактор» (Чебоксари)            | «Сталь» (Чебоксари)              |
| 1991  | «Трактор» (Чебоксари)                   | «Волга» (Чебоксари)              | «Рубін» (Чебоксари)              |
| 1992  | «Волга» (Чебоксари)                     | «Зірка» (Шумерля)                | «Рубін» (Чебоксари)              |
| 1993  | «Волга» (Чебоксари)                     | «Трактор» (Чебоксари)            | «Текстильник» (Чебоксари)        |
| 1994  | «Трактор» (Чебоксари)                   | «Зірка» (Шумерля)                | «Волга» (Чебоксари)              |
| 1995  | «Волга» (Чебоксари)                     | «Енергія» (Чебоксари)            | «Трактор» (Чебоксари)            |
| 1996  | «Волга» (Чебоксари)                     | «Рубін» (Чебоксари)              | «Супутник» (Алатир)              |
| 1997  | «Енергія» (Чебоксари)                   | «Ротор» (Кугесі)                 | «Стандарт-Водоканал» (Чебоксари) |
| 1998  | «Волга» (Чебоксари)                     | «Енергія» (Чебоксари)            | «Зірка» (Шумерля)                |
| 1999  | «Волга» (Чебоксари)                     | ТД «Єльникове» (Новочебоксарськ) | «Спартак» (Чебоксари)            |
| 2000  | «Енергія» (Чебоксари)                   | «Волга» (Чебоксари)              | «Зіркаа» (Шумерля)               |
| 2001  | «Волга» (Чебоксари)                     | «Енергія» (Чебоксари)            | «Зірка» (Шумерля)                |
| 2002  | «Енергія» (Чебоксари)                   | «Волга» (Чебоксари)              | «РДЮСШ-Металіст» (Чебоксари)     |
| 2003  | «Хімік» (Вурнари)                       | «Зірка» (Шумерля)                | «СК Центр» (Чебоксари)           |
| 2004  | «Зірка» (Шумерля)                       | «Хімік-ВЗСП» (Вурнари)           | «Волга-ТАВ» (Чебоксари)          |
| 2005  | «Хімік» (Вурнари)                       | «ЗЕіМ-Лайн» (Чебоксари)          | «Рубін» (Ядрин)                  |
| 2006  | «Рубін» (Ядрин)                         | «Хімік» (Вурнари)                | «ЗЕіМ-Лайн» (Чебоксари)          |
| 2007  | «Волга-ТАВ» (Чебоксари)                 | «ЗЕіМ-Лайн» (Чебоксари)          | «Рубін» (Ядрин)                  |
| 2008  | «Динамо» (Чебоксари)                    | «Рубін» (Ядрин)                  | «Крила» (Чебоксари)              |
| 2009  | ФК «Шумерля»                            | «Динамо» (Чебоксари)             | ФК «Ібресі»                      |
| 2010  | ФК «Ібресі»                             | «Хімік-Август» (Вурнари)         | ФК «Чебоксари»                   |
| 2011  | «Хімік-Август» (Вурнари)                | ОМОН (Чебоксари)                 | ФК «Ібресі»                      |
| 2012  | «Динамо» (Чебоксари)                    | «Хімік-Август» (Вурнари)         | ОМОН (Чебоксари)                 |
| 2013  | «Динамо» (Чебоксари)                    | «Хімік-Август» (Вурнари)         | ОМОН (Чебоксари)                 |
| 2014  | «Динамо» (Чебоксари)                    | «Хімік-Август» (Вурнари)         | ФК «Шумерля»                     |
| 2015  | «Хімік-Август» (Вурнари)                | «Динамо» (Чебоксари)             | ФК «Шумерля»                     |
| 2016  | «Динамо» (Чебоксари)                    | «Хімік-Август» (Вурнари)         | ФК «Шумерля»                     |
| 2017  | «Хімік-Август» (Вурнари)                | ФК «Шумерля»                     | «Динамо» (Чебоксари)             |
| 2018  | «Химик-Август» (Вурнари)                | «Спартак» (Чебоксари)            | «БоМиК» (Цивильск)               |
| 2019  | «Химик-Август» (Вурнари)                | «Спартак» (Чебоксари)            | «СШ по футболу» (Чебоксари)      |
| 2020  | «Спартак» (Чебоксари)                   | «Химик-Август» (Вурнари)         | ФК «Шумерля-ШЗСА»                |
| 2021  | «Химик-Август» (Вурнари)                | «Ротор» (Кугеси)                 | ФК «Шумерля-ШЗСА»                |
| 2022  | «БоМиК» (Цивильск)                      | ФК «Шумерля-ШЗСА»                | «Рубин-Ядринмолоко» (Ядрин)      |
| 2023  | Связной Альянс-ШЗСА (Шумерля/Порецкое)  | Локомотив (Канаш)                | Спартак-Ядринмолоко (Чебоксари)  |